# Nowofedoriwka (rejon sacki)
Nowofedoriwka (ukr. Новофедорівка, ros. Новофёдоровка, Nowofiodorowka) – osiedle typu miejskiego na Ukrainie, w Autonomicznej Republice Krymu (de iure stanowiącej integralną część państwa ukraińskiego, w 2014 anektowanej przez Rosję i odtąd funkcjonującej jako Republika Krymu), w rejonie sackim. W 2001 liczyło 5621 mieszkańców, wśród których 778 wskazało jako ojczysty język ukraiński, 4785 rosyjski, 18 krymskotatarski, 2 mołdawski, 1 bułgarski, 12 białoruski, 4 ormiański, a 21 inny. Według spisu ludności przeprowadzonego przez okupacyjne władze rosyjskie populacja w 2014 wynosiła 5610, a w 2021 - 6489 osób.